# حياة إدوارد الثاني
حياة إدوارد الثاني (بالإنجليزية: Life of Edward II)‏ هو كتاب تاريخي لاتيني كتبه مؤرخ إنجليزي مجهول الهوية من العصور الوسطى عام 1326. وقد عاصر هذا الكاتب إدوارد الثاني، وغطى حياته من عام 1307 حتى وفاته المفاجئة عام 1326.

## المخطوطة
أقدم نسخة باقية من حياة إدوارد الثاني هي نسخة كتبها توماس هنري عام 1729 من مخطوطة أعاره إياها جيمس ويست. ويُعتقد أن النسخة الأصلية قد احترقت بعد بضعة سنوات مع العديد من أوراق ويست الأخرى. من المعروف أن المخطوطة جاءت من دير البينديكتين في مالمسبري، لكن من غير المؤكد ما إذا كان العمل قد كُتب هناك.

## التأليف
المؤلف غير معروف ولكن يمكن الاستدلال على جوانب من شخصيته من خلال عمله. لقد كان شخصاً على مستوى عالٍ من التعليم ظهر ذلك في استخدامه بعض الاقتباسات التوراتية ونصوصاً من كتب القانون المدني الخاصة بذلك الوقت كمراجع له في كتابه. يقول باحثون انه من المحتمل أنه توفي عن عمر مديد بدليل وفاته المتأخرة عام 1326 ويأسه الواضح في «شباب اليوم».
يتفق الأغلب أن أفضل مرشح لتأليف حياة إدوارد الثاني هو محامٍ من هيريفوردشاير وكاتب لإيرل هيريفورد: وهو جون والواين. أول من اقترح أن والواين هو المؤلف. كان نويل دينهولم – يونغ. تستند استناجات دينهولم – يونغ إلى حقائق معروفة عن والواين، مثلاً كونه كاتباً للملك ووصول مسيرته المهنية إلى ذروتها بين 1315 - 1323 حتى وفاته عام 1326، وهذا مطابق لما عُرِفَ عن والواين من توجهات ومعرفة وسيرة حياة. ومن ناحية أخرى، ألقى غرانسدن بظلال من الشك على نظرية دينهولم – يونغ، وقال إن "الأدلة تبدو غير كافية لتبرير هذه النتائج المبدئية خاصة أن حياة إدوارد الثاني لم يرد فيها أي شيء عن سانت بول ولا لندن. يتبنى تشايلدز وجهة نظر مشابهة لغرانسدن لكنه يلاحظ أن والواين ينطبق عليه عدد كبير من المعايير منها التعليم والعلاقات مع عدد من الدول الغربية والمسيرة المهنية. ويرى أنه إذا لم يكن والواين من كتب النص فهناك حاجة لوجود شخص بمهنة مماثلة تماماً لكي يؤدي الغرض المطلوب.
وقد طرح البروفيسور سي جيفين ويلسون أحدث نظرية حول التاريخ الذي كُتبت فيه حياة إدوارد الثاني، حيث يقول أنها كُتبت على فترات زمنية طِوال فترة حكم إدوارد، ويدعم ذلك الرأي الافتقار الواضح إلى المعرفة المستقبلية الذي أظهره المؤلف في جوانب مختلفة من عمله.

## الإصدارات
- Noël Denholm-Young، المحرر (1957). The Life of Edward the Second, by the So-Called Monk of Malmesbury. London: Nelson.
- W.R. Childs، المحرر (2005). Vita Edwardi Secundi. Oxford: Oxford University Press. ISBN:0-19-927594-7.